# Джбель-Бу-Насер
Джбель-Бу-Насер (араб. بوناصر‎) — гора в Марокко, расположенная в провинции Сефру, области Фес-Мекнес. Высота составляет 3326 м или 3340 м над уровнем моря.

## География
Джбель-Бу-Насер — самая высокая вершина Среднего Атласа, расположенная около Тирнеста с юга и Тинесмета с севера. Гора покрыта густыми кедровыми лесами и является самым популярным пунктом назначения горных туристов во всем Среднем Атласе.